# Amarantduva
Amarantduva (Streptopelia tranquebarica) är en asiatisk fågel i familjen duvor inom ordningen duvfåglar.

## Utseende
Amarantduva med en kroppslängd på 23 centimeter en liten och kompakt duva, minst i släktet Streptopelia. Hanen har grått huvud ett svart band i nacken, rosa undersida och brunrosa ovansida. Honan är mer färglös och skiljer sig från turkduvan genom att vara mörkare både ovan och under, med gråare undre vingtäckare och framför allt påtagligt mindre och mer kortstjärtad. Ving- och armpennor är svarta hos båda könen.

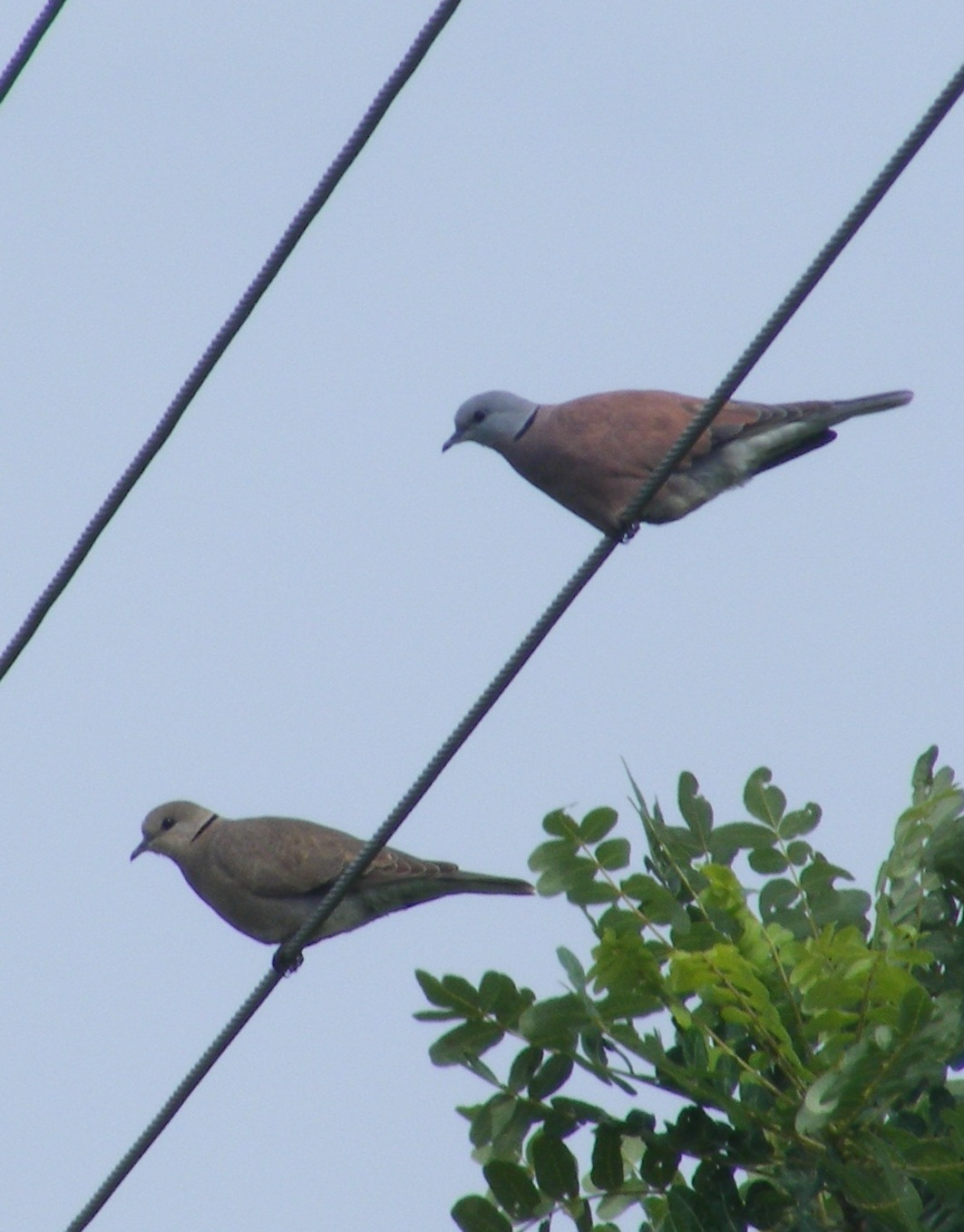
Hane och hona amarantduva i Maharashtra, Indien.

## Läte
Lätet beskrivs i engelsk litteratur som ett torrt och rytmiskt "ruk-a-duc-doo" som upprepas snabbt.

## Utbredning och systematik
Amarantduva delas in i två underarter med följande utbredning:
- Streptopelia tranquebarica tranquebarica – förekommer i Sindh, Punjab och västra Nepal, i söder genom Indiska subkontinenten
- Streptopelia tranquebarica humilis – förekommer från Tibet till Myanmar, Thailand, Sydostasien och norra Filippinerna

Arten har vidare observerats tillfälligt västerut till Iran, Förenade Arabemiraten och Oman samt norrut till Nordkorea och Ryssland. Den har introducerats till Singapore.

## Levnadssätt
Amarantduva trivs i öppen skog och bland träd i öppet landskap. Jämfört med andra arter i släktet ses den mer sällan nära människan. Den är mest en låglandslevande fågel, men ses upp till 800 meters höjd i Himalaya och upp till 1300 meter i Bengalen och Assam.

### Föda
Fågeln lever av frön från gräs och örter, små blad och knoppar samt säd från odlade grödor. Den ses ofta i grupper om två eller tre men kan bilda större grupper när födotillgången är god.

### Häckning
I syd häckar arten när föda finns att tillgå, i norr sommartid. Boet är en torftig tallrik gjord av kvistar och gräs, oftast placerad mellan tre och åtta meter upp i ett träd, högre upp än sina släktingar. Däri lägger honan två vita eller gräddvita ägg, sällsynt tre.

## Status och hot
Arten har ett stort utbredningsområde och en stor population med stabil utveckling som inte tros vara utsatt för något substantiellt hot. Utifrån dessa kriterier kategoriserar internationella naturvårdsunionen IUCN arten som livskraftig (LC). Världspopulationen har inte uppskattats men den beskrivs som vanlig till mycket vanlig.

## Namn
Fågelns vetenskapliga artnamn kommer av staden Tranquebar, numera Tharangambadi, i den indiska delstaten Tamil Nadu.